# Staog
Staog war das erste bekannte Computervirus, das speziell für das Betriebssystem Linux geschrieben wurde.
Das Virus wurde im Herbst 1996 entdeckt. Staog nutzte für seine Verbreitung drei Sicherheitslücken im Betriebssystem (Mount Buffer Overflow, Tip Buffer Overflow und ein Suidperl Exploit). Diese wurden kurze Zeit später geschlossen, seitdem ist das Virus nicht mehr in freier Wildbahn zu finden.

## Funktion
Grundsätzlich ist die Infektion eines Linux-Systems deutlich komplizierter als bei einem Betriebssystem ohne Benutzerkonten. In einem Linux-System ist der Zugriff eines Benutzers auf bestimmte Bereiche (Dateien, Verzeichnisse, Peripheriegeräte) des Systems beschränkt und nur der administrative Benutzer Root besitzt unbeschränkte Rechte (z. B. zum  Löschen oder Ändern von Systemdateien). Das Virus konnte sich durch Ausnutzung von Sicherheitslücken die Rechte eines Administrators verschaffen. Anschließend konnte sich Stoag resident im System einrichten und danach weitere ausführbare Dateien (Programme, Skripte) infizieren.
Die Verbreitung funktionierte also nur auf Grund fundamentaler Programmfehler im Betriebssystem. Staog infizierte Dateien auf Linux-Systemen, indem es Sicherheitslücken im Linux-Kernel ausnutzte. Diese Sicherheitslücken, sogenannte Exploits, wurden bereits kurz nach Bekanntwerden von Staog durch Softwareaktualisierungen behoben. Da Linux Open Source ist, konnten erfahrene Anwender auch selbst Lösungen entwickeln. Aktualisierte Linux-Systeme waren immun gegen Staog. In der Folge starb das Virus ziemlich schnell wieder aus. Staog galt bereits im Februar 1997 als ausgerottet. Die damals vergleichsweise kleine Linux-Szene bot dem Virus ohnehin keine guten Möglichkeiten zur Verbreitung.
Staog wurde von der australischen Cracker-Gruppe VLAD in Assembler geschrieben. Die Gruppe entwickelte auch Boza, den ersten Virus speziell für Windows-95-Systeme.